# Walter Serner

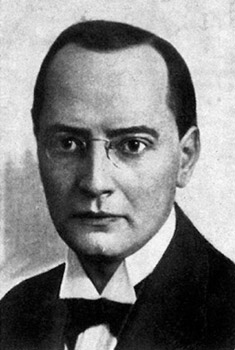
Walter Serner

Walter Serner (pseudoniem van Walter Eduard Seligmann; Karlsbad, 15 januari 1889 – Biķernieki bij Riga, augustus 1942) is een Duitstalige schrijver die betrokken was bij het dadaïsme. Hij promoveerde tot doctor in de rechten in Greifswald en vluchtte als pacifist in 1915 naar het neutrale Zwitserland. Daar kwam hij in contact met Hans Arp en Tristan Tzara en nam hij deel aan dada-avonden. In 1918 schreef hij het dada-manifest Letzte Lockerung. Ein Handbrevier für Hochstapler und solche, die es werden wollen. 
In de jaren 1920 publiceerde hij verscheidene bundels erotische misdaad- en spionageverhalen, onder meer Zum blauen Affen (1920), Der elfte Finger (1923) en Der Pfiff um die Ecke (1924), naast de liefdesroman Die Tigerin (1925). 
Tijdens het naziregime stond zijn werk vanwege zogenaamde 'decadentie' op de lijst van verboden boeken. Serner, over wie zijn uitgever het imago van 'gentleman-oplichter' cultiveerde, woonde in verschillende Europese steden en was op het laatst leraar Duits in Praag. Hij werd er in 1942 samen met zijn vrouw gearresteerd en naar Theresienstadt gedeporteerd. Met vele anderen werd hij door SS'ers om het leven gebracht in het woud van Biķernieki ten oosten van Riga.
Serners Gesammelte Werke (1979-1992) omvatten tien delen. In Nederlandse vertaling verschenen De elfde vinger. Erotische misdaadverhalen van een dadaïst en De tijgerin. Een vreemde liefdesgeschiedenis.